# Tádzsikok
A tádzsikok iráni eredetű népcsoport Közép-Ázsiában. Legtöbbjük Afganisztánban él, csak a második helyen áll Tádzsikisztán, ahol ténylegesen államalkotó nép. Üzbegisztánban szintén jelentős számú tádzsik él. Nyelvük az iráni nyelvek családjába tartozó tádzsik nyelv, amely a perzsa egyik nyelvjárásából alakult ki (bár az afganisztáni tádzsikok inkább dari nyelvet beszélnek).
Többségük a szunnita iszlám követője, de vannak keresztény (orosz ortodox) és más vallású tádzsikok is. Valamikor a tengrizmus hívei voltak.
A tádzsik megnevezés talán az újperzsa tāzi-ból eredhet, amely eredetileg az arabokat jelölte. Később ez a kifejezést a transzoxániai türk népek (pl. a karlükök) átvették és alatta értették nagyon gyakran a szomszédságukban élő, muszlim vallású perzsákat is.